# L級駆逐艦 (初代)
L級駆逐艦（英語: L-class destroyer）は、イギリス海軍の駆逐艦の艦級。「ラフォーレイ」をネームシップとしてラフォーレイ級（英: Laforey-class）と称されることもある。

## 来歴
社会保障の財源確保のため海軍増強計画の見直しを進めるアスキス内閣のもと、イギリス海軍の駆逐艦は、1908-9年度計画のビーグル級（後のG級）、1909-10年度計画のエイコーン級（後のH級）、1910-11年度計画のアケロン級（後のI級）と、艦型を小さくまとめてコスト低減を重視してきていた。
しかし1910年1月の庶民院総選挙の結果や仮想敵であるドイツ帝国海軍の大型水雷艇の性能向上を受けて、1911-2年度計画のアカスタ級（後のK級）では、再度大型化・高性能化が志向された。1912-3年度計画でもこの路線は踏襲されており、これによって建造されたのが本級である。
なお、アケロン級（I級）以降、イギリスの民間造船所の高い技術力に期待して、海軍本部の設計による基本型（アドミラルティ型）とは別に、設計・建造にあたって各造船所に大幅な自由裁量を許した特型（Specials）が建造されており、このアプローチは本級でも踏襲された。本級では、アドミラルティ型12隻のほか、3タイプ8隻が建造された。1913-4年度計画以降の建造はM級駆逐艦に移行しているが、第一次世界大戦の勃発を受けた戦時緊急措置として、1914-5年度計画で本級2隻が追加建造された。

## 設計
船型はリバー級（E級）以来の船首楼型が踏襲されており、基本的な要目はアカスタ級（K級）と同様であるが、同級が高速性を重視して細長い船型にしたのに対して、本級では全長を若干短縮するかわりに幅と吃水が増している。また船首楼の高さを増してフレアを大きく取ることで、凌波性の向上を図ったほか、減揺装置として、初めてフリューム式減揺タンクが装備された。
機関構成・出力はアカスタ級（K級）と同様で、ボイラーはヤーロウ式の重油専焼水管ボイラー4缶、主機はパーソンズ式直結蒸気タービンによる2軸推進を基本とする。ボイラーについては、ヤーロウ特型では同型ボイラーの3缶構成、ホワイト特型はホワイト・フォスター式水管ボイラーの3缶構成が、また主機についてはフェアフィールド社製の艦とヤーロウ特型ではブラウン・カーチス式直結タービンが採用されている。
またパーソンズ特型では、初めてオール・ギアード・タービン方式が採用された。これは、高圧、低圧タービンの両方を減速機を介して推進軸に結合するものであり、従来の直結タービン艦と比して、重量・価格は同等でありながら、推進器効率が約10パーセント向上、燃費は全力時で9パーセント、低速時には26パーセント向上という良好な成績を収めた。

## 装備
艦砲として、40口径10.2cm砲を3門搭載している点ではアカスタ級（K級）と同様だが、本級では尾栓を鎖栓式として発射速度を向上させたQF 4インチ砲Mk.IVに更新された。また凌波性向上のため、2番砲は1～2番煙突（3本煙突艦では2～3番煙突）の間のプラットフォーム上に架して装備されている。
本級では、飛行船対策を主眼として対空兵器も搭載された。当初は.303口径（7.7mm）のマキシム機関銃が搭載されていたが、後に43口径37mm機銃（QF 1.5ポンド・ポンポン砲）、ついで39口径40mm機銃（QF 2ポンド・ポンポン砲Mk.II）へと更新された。
また水雷兵装も強化されており、従来の駆逐艦が53.3cm単装魚雷発射管2基を備えていたのに対し、本級では連装2基と倍増した。

## 同型艦一覧
当初はウィリアム・シェイクスピアやウォルター・スコットの小説に因んだ艦名が予定されていたが、建造途上の1913年9月30日、全ての駆逐艦にアルファベットの艦級名を付与することになり、本級はL級となったことから、全艦がLではじまる艦名に改名した。また「フロリゼル」から改名した「ラフォーレイ」をネームシップとして、ラフォーレイ級と称されることもある。
| 設計                  | 艦名                       | 造船所           | 進水           | 解体/売却               |
| --------------------- | -------------------------- | ---------------- | -------------- | ----------------------- |
| アドミラルティ型      | ルーエリン HMS Llewellyn   | ベアドモア       | 1913年10月30日 | 1922年3月               |
| アドミラルティ型      | レノックス HMS Lennox      | ベアドモア       | 1914年3月17日  | 1921年10月              |
| アドミラルティ型      | ロイアル HMS Loyal         | デニー           | 1913年1月11日  | 1921年11月              |
| アドミラルティ型      | リジョン HMS Legion        | デニー           | 1914年2月3日   | 1921年5月               |
| アドミラルティ型      | ラフォーレイ HMS Raforey   | フェアフィールド | 1913年3月28日  | 1917年3月23日 戦没      |
| アドミラルティ型      | ローフォード HMS Lawford   | フェアフィールド | 1913年10月30日 | 1922年8月               |
| アドミラルティ型      | ルイス HMS Louis           | フェアフィールド | 1913年12月30日 | 1915年10月30日 難破沈没 |
| アドミラルティ型      | リダード HMS Lydiard       | フェアフィールド | 1914年2月26日  | 1921年11月              |
| アドミラルティ型      | レアルテズ HMS Laertes     | スワン・ハンター | 1913年6月5日   | 1921年12月              |
| アドミラルティ型      | ライサンダー HMS Lysander  | スワン・ハンター | 1918年8月18日  | 1922年6月               |
| アドミラルティ型      | ランス HMS Lance           | ソーニクロフト   | 1914年2月25日  | 1921年11月              |
| アドミラルティ型      | ルックアウト HMS Lookout   | ソーニクロフト   | 1914年4月27日  | 1922年8月               |
| アドミラルティ 後期型 | ロッキンバー HMS Lochinvar | ベアドモア       | 1915年10月9日  | 1921年11月              |
| アドミラルティ 後期型 | ラソー HMS Lassoo          | ベアドモア       | 1915年8月24日  | 1916年8月13日 戦没      |
| ホワイト特型          | ローレル HMS Laurel        | ホワイト         | 1913年5月6日   | 1921年11月              |
| ホワイト特型          | リバティ HMS Liberty       | ホワイト         | 1913年9月15日  | 1921年11月              |
| ヤーロウ特型          | ラーク HMS Lark            | ヤーロウ         | 1913年5月26日  | 1923年1月               |
| ヤーロウ特型          | ランドレイル HMS Landrail  | ヤーロウ         | 1914年2月7日   | 1921年12月              |
| ヤーロウ特型          | ラブロック HMS Laverock    | ヤーロウ         | 1913年11月19日 | 1921年5月               |
| ヤーロウ特型          | リニット HMS Linnet        | ヤーロウ         | 1913年8月16日  | 1921年11月              |
| パーソンズ特型        | リオニダス HMS Leonidas    | パルマーズ       | 1913年10月13日 | 1921年5月               |
| パーソンズ特型        | ルシファー HMS Lucifer     | パルマーズ       | 1913年12月29日 | 1921年12月              |